# Спонтанно упорядоченные наноструктуры

Спонтанно упорядоченные наноструктуры с периодом D:
1) — структуры с модуляцией состава твёрдого раствора A_{1–x}B_{x}C от x1 до x2;
2) — периодически фасетированные поверхности;
3) — периодические структуры плоских упругих доменов;
4) — упорядоченные массивы трёхмерных когерентно напряжённых островков на подложке

Спонтанно упорядоченные наноструктуры (англ. spontaneously ordered nanostructures) — периодические пространственно упорядоченные наноструктуры, спонтанно формирующиеся на поверхности твёрдых тел и в эпитаксиальных плёнках в процессах роста или отжига.

## Описание
Спонтанно упорядоченные наноструктуры можно разделить на четыре группы:
1. структуры с периодической модуляцией состава в эпитаксиальных плёнках твёрдых растворов полупроводников;
2. периодически фасетированные поверхности;
3. периодические структуры плоских доменов (например, островков монослойной высоты);
4. упорядоченные массивы трёхмерных когерентно напряжённых островков в гетероэпитаксиальных системах.

Спонтанное образование структур с модулированным составом в твёрдых растворах связано с неустойчивостью однородного твёрдого раствора относительно спинодального распада. Конечным состоянием распадающегося твердого раствора является одномерная слоистая структура концентрационных упругих доменов, чередующихся вдоль одного из направлений наиболее легкого сжатия.
Спонтанное фасетирование плоской поверхности кристалла связано с ориентационной зависимостью поверхностной свободной энергии. Плоская поверхность с большой удельной поверхностной энергией самопроизвольно трансформируется в структуру холмов и канавок, что уменьшает полную свободную энергию поверхности, несмотря на увеличение площади поверхности. Возникновение периодически фасетированной структуры связано с капиллярными явлениями на поверхности твёрдого тела.
Структуры плоских доменов формируются, если на поверхности сосуществуют различные фазы. В этом случае на границах доменов возникают силы, создающие поле упругих деформаций, и полная энергия системы плоских доменов всегда имеет минимум при некотором оптимальном периоде.
Упорядоченные массивы когерентно напряжённых островков образуются в гетероэпитаксиальных системах типа InGaAs/GaAs(001) и InAs/GaAs(001) благодаря обмену веществом между островками по поверхности. Если изменение поверхностной энергии системы при образовании одного островка отрицательно, то в системе отсутствует тенденция к коалесценции, и возможно существование равновесного массива островков, имеющих некоторый оптимальный размер и упорядоченных в квадратную решётку.